# Litong
Litong (en chino, 利通区; pinyin, Lìtōng qū) es un distrito urbano bajo la administración directa de la Prefectura Wuzhong en la Región autónoma de Ningxia, República Popular China.  Su área es de 1106 km² y su población total para 2010 superó los 380 mil habitantes.

## Administración
Desde julio de 2020, el  Distrito Litong se divide en 12 pueblos que se administran en 8 poblados y 4  villas.

## Toponimia
En 1998, se estableció el distrito de Litong, el nombre deriva de la frase; "prosperidad para el pueblo" (“利民亨通” Lìmín hēngTōng).